# رافی میلو
رافی میلو (عبری: רפאל דוד "רפי" מילוא‎؛ زادهٔ ۱۷ آوریل ۱۹۷۲) سرلشکر نیروهای دفاعی اسرائیل است، که هم‌اکنون فرماندهی شمالی اسرائیل را برعهده دارد. 
وی فعالیت نظامی را در سال ۱۹۹۰ در نیروی زمینی اسرائیل آغاز کرد. میلو تاکنون فرماندهی تیپ ۱ گولانی، شایتت ۱۳، تیپ ۶ اتزیوتی، لشکر ۸۰ ایدوم، لشکر ۹۱ گالیله و فرماندهی جبهه داخلی اسرائیل را برعهده داشته است.